# Schoenolirion
Genre
Classification phylogénétique
Schoenolirion est un genre de plantes de la famille des Asparagacées.

## Liste d'espèces
Selon ITIS et NCBI :
- Schoenolirion albiflorum (Raf.) R.R. Gates
- Schoenolirion croceum (Michx.) Wood
- Schoenolirion wrightii Sherman